# Reduplicació

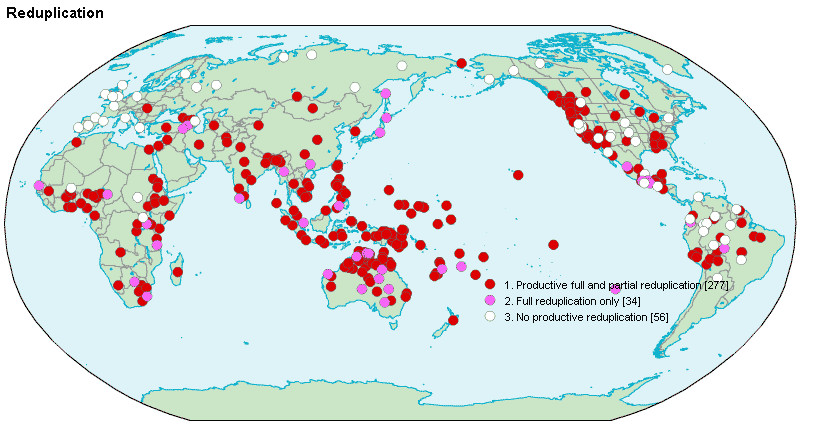
Ocurrència de reduplicació en les llengües del món

La reduplicació  és un procediment morfològic utilitzat en moltes llengües, especialment en la flexió, consistent en què una paraula completa o una part de la mateixa es repeteixi creant una nova forma amb un significat lleugerament diferent.

## Descripció
La reduplicació pot ser total o parcial:
- La reduplicació total consisteix a repetir íntegrament una unitat lèxica. Com a recurs expressiu existeix en totes les llengües, per exemple per donar èmfasi: Estic molt molt cansat ('realment cansat') o El que vull comprar és llet llet ('llet de veritat'). A més, un bon nombre de llengües poden usar-lo com a mecanisme gramatical normal per a la formació del plural en substantius, o d'intensius a adjectius i verbs, de freqüentatius, etc.
- La reduplicació parcial consisteix en la repetició d'un segment de la paraula o una part d'aquesta, normalment la primera síl·laba o la part inicial de la paraula.

### Reduplicació total i parcial
La reduplicació total consisteix a prendre una paraula o forma lèxica i repetir-la íntegrament dues vegades. Encara que aquest tipus de reduplicació és conceptualment senzill i es fa servir en certes llengües, especialment per a formar el plural, no és el més freqüent.
En moltes llengües es dona la reduplicació parcial consistent a repetir només una seqüència inicial de la paraula i deixar-la com "prefixada" a la vella arrel (encara que parlar de prefix aquí, seria conceptualment incorrecte). Aquest tipus de reduplicació és tan freqüent en les llengües del món, que es dona per exemple en el llatí.

### Significats
En els substantius la reduplicació total o parcial està associada a la formació del plural.
- En indonesi la duplicació total és una manera regular de formar el plural; orang: 'persona' passa a ser orang-orang: 'persones, gent' (tot i això en presència de numerals no s'aplica la duplicació: seribu orang: 'mil persones').
- En pápago, llengua utoasteca de Mèxic, la reduplicació parcial de la primera síl·laba és la forma regular de formar el plural:[2] baana: 'coiot' passa a ser babaana: 'coiots'. També en guarijío i tarahumara fan servir regularment la reduplicació per a la formació del plural,[3] fins i tot altres llengües utoasteques que formen el plural normalment mitjançant sufixos, com el nàhuatl, conserven restes de l'antiga reduplicació parical com a marca de plural: coyōtl: 'coiot' passa a ser cōcoyoh: 'coiots' i conētl: 'nen' passa a cōconēh: 'nens'.[4]

En els verbs la reduplicació pot referir-se a una acció repetida o habitual (freqüentatiu) o pot indicar una major intensitat en l'acció (intensiu). En algunes llengües la reduplicació parcial en els verbs serveix per marcar alguns temps verbals.

## Llengües amb reduplicació

### Llengües vives
- Algunes llengües malaiopolinèsies com el tagalog o l'indonesi utilitzen reduplicació total per formar el plural.
- Algunes llengües utoasteques conserven senyals de reduplicació parcial en la formació del plural.
- Les llengües tai-kadai malgrat el seu caràcter aïllant usen la reduplicació total com a marcador d'intensiu: dii: 'bo' passa a díi-dii: 'molt bo', o com acció repetida: sanuk: (divertir-se) passa a sànuk-sanâan: (gaudir d'un mateix)[5]
- El xinès mandarí fa servir la reduplicació també com a marcador d'intensiu: hóng: (vermell) passa a hóng hóng: (vermell intens) i pàng' (gras) passa a pàng pàng (molt gras).[6]
- En ioruba la reduplicació s'utilitza per formar mots compostos.
- El washo usa la reduplicació com a procediment morfològic en verbs icònics per indicar aspecte gramatical reiteratiu o plural.
- El bugui utilitza reduplicacions com a diminutiu (manu: 'gallina'; manu-manu: 'pardal').
- El leco utilitza reduplicació en substantius per indicar 'un munt/molt de' i en adjectius per indicar 'un alt grau de'. En alguns casos també s'utilitza en verbs per formar intensius o freqüentatius.
- En l'alamànic suís els verbs ga/go (anar), cho (venir), la/lo (deixar) i aafa/aafo (començar) es combinen amb altres verbs; es redupliquen i s'avantposen al verb principal.
- El català utilitza la reduplicació per formar expressions sovint de caràcter familiar o infantil.

### Reduplicació en català
En català la reduplicació ha estat utilitzada per la creació de noves paraules (incloent-ne algunes formades a partir d'onomatopeies) i expressions, especialment la formació de compostos reduplicatius. A continuació se'n mostren alguns exemples:
- Totals: bitllo-bitllo, bub-bub, bum-bum, but-but, cloc-cloc, fru-fru, gara-gara, gloc-gloc, gori-gori, leri-leri, ning-ning, non-non, nyam-nyam, nyau-nyau, nyec-nyec, nyeu-nyeu, nyic-nyic, nyigo-nyigo, passa-passa, piu-piu, poti-poti, rau-rau, rum-rum, taf-taf, tam-tam, tau-tau, tol·le-tol·le, viu-viu, xano-xano, xau-xau, xim-xim, xiu-xiu, xup-xup, zing-zing, zub-zub, zum-zum.
- Parcials: balandrim-balandram, baliga-balaga, banzim-banzam, barliqui-barloqui, barrija-barreja, catric-catrac, corre-corrents, farrigo-farrago, flist-flast, ning-nang, nyigui-nyogui, pengim-penjam, pif-paf, ping-pong, ringo-rango, tic-tac, tric-trac, trip-trap, tris-tras, xerric-xerrac, xino-xano, xip-xap, zig-zag, ziga-zaga, zim-zam.

També hi podem trobar paraules generades a partir de la repetició d'una síl·laba, com papa, mama, cucut, puput, etc. Tot i això aquesta formació de paraules és molt poc productiva, formant només un grapat de mots que es solen relacionar amb el llenguatge infantil.

### Llengües extingides
- El llatí, reté en alguns verbs de la segona i tercera conjugació formes amb reduplicació parcial en la formació del passat: mordēre: 'mossegar' passa a momordisse: 'haver mossegat'.
- El grec antic utilitza la reduplicació com a procediment regular per formar el passat perfecte del verb: en present γράφεται (gráfetai): 's'escriu' i en passat perfecte γέγραπται gégraptai: 's'ha escrit'.
- En llengües australianes extintes els noms distingeixen tres números (singular, plural i dual). Sovint el plural es forma mitjançant reduplicació.
- La llengua dels Chumash es caracteritza per la reduplicació de substantius, amb l'ús d'un verb iteratiu per la reduplicació; ús de la numeració decimal i la manca de separació entre formes transitives i intransitives.[8]